# Saigō Shirō

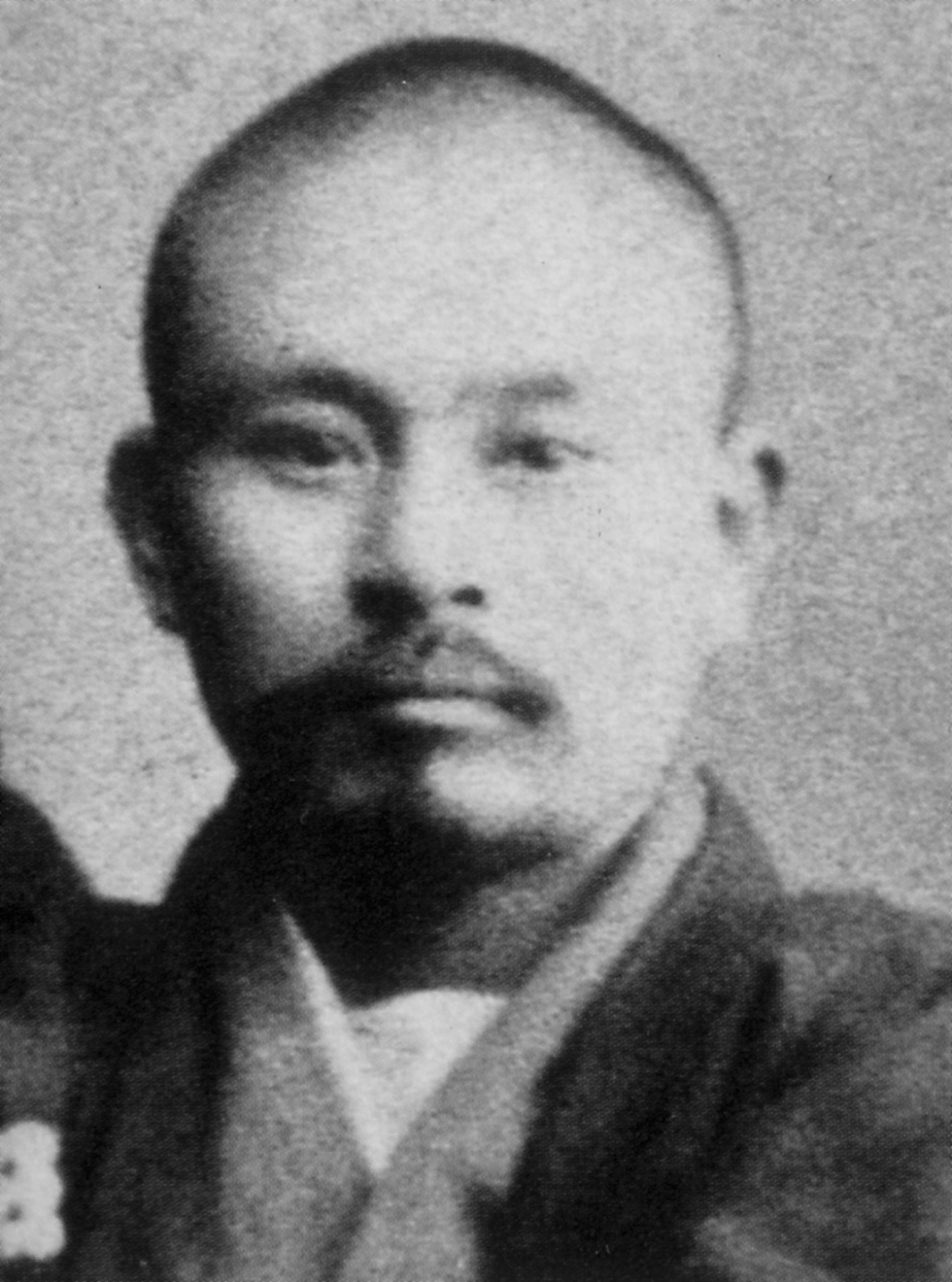
Saigō Shirō.

Saigō Shirō (西郷 四郎?   20 de marzo de 1866 - 22 de diciembre de 1922) fue un judoca japonés cuyo aporte fue fundamental en la difusión del judo en sus primeros tiempos.

## Biografía

### Primeros años
Nació el 4 de febrero de 1866 en Aizu y fue nombrado Shida Shiro, ya que fue el cuarto hijo de Shida Sadajirō, un samurái del clan Aizu que moriría en 1868 en la batalla por el castillo de Aizuwakamatsu.
Pocos años después de la muerte de su padre y con solo nueve años fue adoptado por Saigō Tanomo Chikamasa, antiguo Karo del clan de Aizu, con lo que su apellido cambió a "Saigo".
Luego de la adopción, Shiro fue entrenado intensamente por su padre adoptivo en el arte marcial propia del clan, el oshikiuchi, pero en 1881, luego de una discusión, abandonó a su padre adoptivo para ir a Tokio. Allí se unió al Inoue Dojo del Tenshi-Shinyo-Ryu Jujutsu, y poco tiempo después se integra a la escuela Kodokan de Jigorō Kanō, del cual fue el primer cinturón negro de judo. El mismo día de su graduación, un jujutsuka de enorme estatura llamado Sakujiro Yokoyama irrumpió en el dojo y lanzó un desafío dojoyaburi a todos los presentes; Saigo lo aceptó y no tardó en derribarle, derrota que convenció a Yokoyama de unirse también a la escuela Kodokan.
Un hombre de asombrosa agilidad, Shiro pronto recibió el apodo de "gato" debido a su habilidad para aterrizar sobre sus pies tras ser proyectado, una facultad que había descubierto observando a gatos callejeros y que llegó a entrenar saltando desde segundas plantas de edificios. También desarrolló una técnica original llamada "yama arashi" ("tormenta de la montaña"), posiblemente relacionada o identificada con la moderna técnica de judo del mismo nombre.

### Competición
Saigō tuvo su primer enfrentamiento con jujutsukas enemigos del Kodokan en 1884, cuando un trío de miembros de la escuela Yoshin-Ryu compuesto por Matsugoro Okuda y sus aprendices Daihachi Ichikawa y Morikichi Otake llegaron al Kodokan para lanzar un desafío. Kano no se encontraba en la escuela en ese momento, pero Shiro y sus compañeros Yokoyama y Tsunejiro Tomita decidieron aceptar el reto de todos modos. Los tres judocas derrotaron a sus oponentes de forma contundente, y Saigō en concreto proyectó a Okuda tres veces antes de rematarle con su yama arashi, dejándole tan maltrecho que el jujutsuka tuvo que ser llevado al hospital. A su regreso, Kano no quedó complacido con este suceso, ya que consideraba que sus pupilos habían ignorado la cadena del maestro y el aprendiz al actuar por sí mismos, pero asumió sus victorias como prueba del crecimiento de su arte.
La primera gran exhibición de Saigō, sin embargo, fue como parte del torneo policial de Tokio de 1886 entre la escuela Kodokan y la sucursal Totsuka de la escuela Yoshin-Ryu, el cual había sido celebrado por el inspector Michitsune Mishima para decidir nuevos instructores cuerpo a cuerpo de la policía. Este era en realidad el segundo torneo que enfrentaba a las dos escuelas, ya que ambas se habían encontrado en 1884 en otro torneo policial convenido por Sadakiyo Osheko. En aquella ocasión, en la que se dice que Kano mismo había combatido, los judocas habían tenido éxito lanzando a sus contrincantes al piso, pero una vez allí la superioridad en newaza de los veteranos de Totsuka les había vencido; por ello, el torneo de 1886 venía cargado de un sentimiento de venganza por parte de la Kodokan.
Al dar comienzo el torneo, Saigō fue colocado para luchar contra Taro Terushima, un jujutsuka Yoshin que le superaba en 25kg de peso y muchos años de experiencia. Terushima controló los primeros minutos del combate, ejecutando harai goshi y uchi mata, pero el judoca demostró su don personal y aterrizó de pie en ambas ocasiones. Viendo que su oponente estaba cansándose al afanarse inútilmente en lanzarle, Saigō intentó su primer contraataque con ouchi gari, aunque todavía sin éxito, pues Terushima lo bloqueó y amenazó con un osoto gari. Sin embargo, tras 15 minutos de lucha Terushima estaba ya verdaderamente agotado, y Shiro ejecutó su yama arashi tan pronto como vio una abertura, noqueando al jujutsuka. La escuela Kodokan ganó ese día 9 de 10 combates, y el líder del equipo de Yoshin-Ryu, Eimi o Hidemi Totsuka (hijo de Hikosuke Totsuka, el cual fallecería poco después) tuvo que conceder sus alabanzas a Saigō, diciéndole a Kano "realmente tienes un prodigioso aprendiz".
Shiro volvió a llevar el estandarte del judo en un tercer y último torneo policial contra la Yoshin-Ryu, sucedido en 1888. El judoca se las vio esta vez contra Kotaro Enchi (registrado como Entaro Kochi en algunas fuentes), luchador de gran tamaño conocido como el "demonio de la Totsuka". Enchi apresó a Shiro y lo levantó en vilo sobre sus hombros, pero Saigō, gritando "¡maitta na!" ("¡no seré vencido!"), consiguió escapar y aterrizar ileso en el suelo. Ejecutó entonces su clásico yama arashi y Enchi cayó, siendo noqueado.
Esta fue una de las 13 victorias del Kodokan en 15 combates. Después de esta exhibición, el propio gobernador de la prefectura de Chiba, Mamoru Funakoshi, quien había tenido hasta ese momento a la escuela Yoshin contratada como instrucción de sus policías y agentes, se hizo llevar ante los miembros de la escuela Kodokan. Le acompañaban Hidemi Totsuka y su segundo al mando Teisuke Nishimura, quien ya había combatido y perdido en uno de los torneos. Al ver a Shiro realizar una demostración de randori, Totsuka afianzó su opinión sobre él y declaró "la palabra genio podría haber sido creada para alguien como Shiro Saigō".
Junto a estos desafíos, Saigō también peleó contra Shusaburo Sano, otro jujutsuka de la rama Totsuka que se había hecho famoso por sus hazañas de fuerza, que incluían doblar barras de hierro con sus bíceps y quebrar bloques de madera con las manos. No sólo ello, Sano también se había entrenado especialmente para no caer en el yama arashi de Shiro y, como ya era costumbre entre sus oponentes, le superaba en 30kg de peso. Cuando lucharon, Sano logró en efecto impedir que Shiro realizara su técnica, derribándole y cubriéndole con un sólido osaekomi; sin embargo, había subestimado la habilidad de ne-waza de Shiro, y éste procedió a atrapar uno de sus brazos y ejecutar un armlock, obligando a su antagonista a rendirse. Según algunos, Sano no logró realmente contrarrestar el yama arashi, sino que Saigō le permitió hacerlo para poder pillarle con la guardia bajada.

### Últimos años
Shiro alcanzó una gran popularidad y los más altos niveles de respeto en el judo al punto de ser nombrado director del Kodokan en 1888 con tan sólo 22 años de edad. No obstante, tan sólo dos años después se vio obligado a abandonar la escuela Kodokan por su implicación en una reyerta callejera.
Según parece, un Shiro bajo los efectos del alcohol habría tenido una confrontación con un equipo de luchadores de sumo, retando a su líder, un sumotori de 200kg llamado Araumi, a una pelea. Saigō no lo tuvo difícil para derribarle, pero Araumi se vengó mordiéndole en la pierna, obligando a Shiro a golpearle para hacerle soltar el mordisco. Los partidarios de ambos púgiles intervinieron y causaron un tumulto, y se dice que Shiro aprovechó la refriega para asestar tal golpe de atemi en el pecho de Araumi que el sumo falleció en el acto (aunque se cree que esto es sólo una exageración, ya que el nombre de Araumi sigue apareciendo en registros de años posteriores al incidente). En cualquier caso, cuando la policía acudió para solventar la pelea, Saigō se encaró con ellos y les derribó uno tras otro, causándoles diversas lesiones y llegando a arrojar a alguno por encima de la barandilla de un puente. Al final, Shiro fue arrestado y llevado a prisión, y Kano necesitó de sus influencias para ponerle en libertad. Sin embargo, el escándalo fue demasiado sonado como para poder ignorarlo, y Shiro tuvo que dejar el judo para no perjudicar a la reputación de su escuela.
Saigō se retiró a Nagasaki, dedicándose el resto de su vida al kyudo hasta su fallecimiento en 1922. Con los años, Kano le indultó de su crimen y le concedió el sexto dan después de su muerte. Los vecinos de Nagasaki erigieron una estatua en su honor en esa ciudad, existiendo otra en su ciudad natal Aizuwakamatsu.

### Judo Shitenno o los cuatro emperadores
Junto con Tsunejiro Tomita, Sakujiro Yokoyama y Yoshiaki Yamashita fueron los mayores luchadores del inicio del Judo Kodokan, un grupo exclusivo de cuatro jóvenes de edades entre los 16 y los 19 años prácticamente invencibles en los combates emprendidos.>

## Obras inspiradas en su vida
Los triunfos de Shiro le proporcionaron una inmensa popularidad, lo que inspiró a Tsuneo Tomita a escribir la novela llamada "Sugata Sanshiro", referida a los primeros tiempos del judo.
La obra de Tomita ayudó a catapultar este arte marcial en todo el Japón, y de ella se han realizado innumerables películas, de la cual la más famosa es "La leyenda del gran judo" de Akira Kurosawa, la que fue su primer largometraje en 1943. Posteriormente le han seguido otras películas de diferentes realizadores, varias revistas de historietas y otras novelas.